# Карранке
Карранке (ісп. Carranque) — муніципалітет в Іспанії, у складі автономної спільноти Кастилія-Ла-Манча, у провінції Толедо. Населення — 4067 осіб (2010).
Муніципалітет розташований на відстані близько 31 км на південний захід від Мадрида, 36 км на північ від Толедо.
На території муніципалітету розташовані такі населені пункти: (дані про населення за 2010 рік)
- Карранке: 3808 осіб
- Карраскаль: 78 осіб
- Чапарраль: 76 осіб
- Сакаліньяс: 105 осіб

## Демографія
Динаміка населення (INE ):

## Галерея зображень

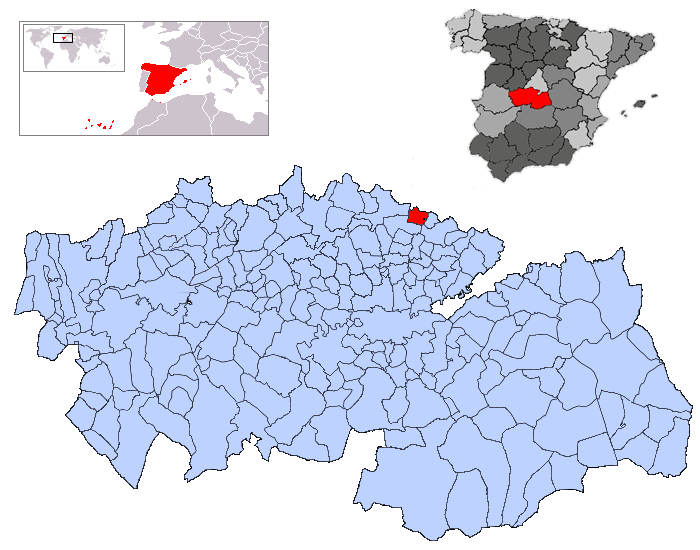
Розташування муніципалітету у провінції Толедо
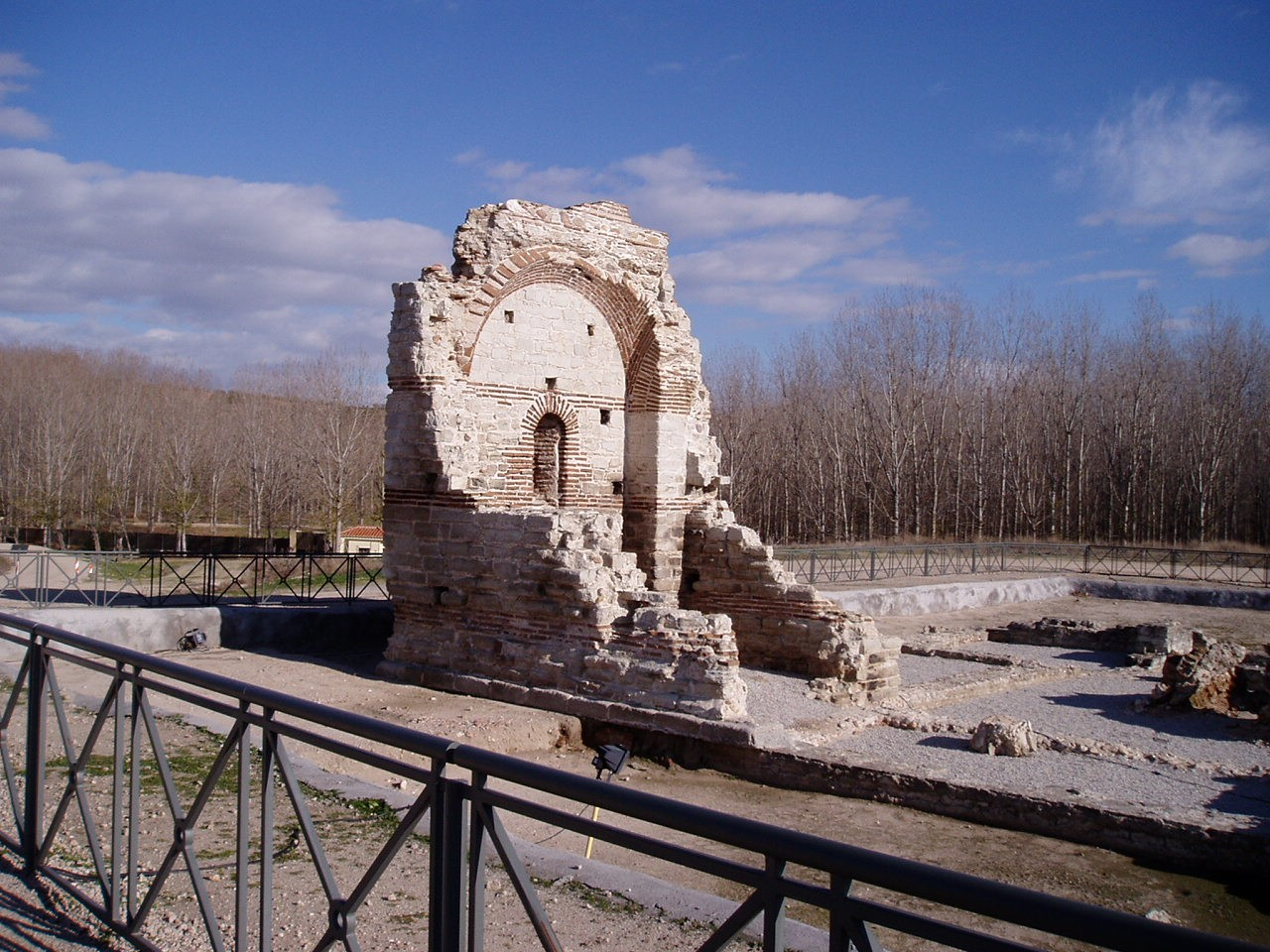
Руїни базиліки